# Lluís Carbonell
Lluís Carbonell (Espanya, segles XIX i XX). Va ser director i compositor espanyol.
Durant la seva carrera es va dedicar a ser director d'orquestra de la companyia de sarsuela de l'empresari Laguna i amb ella va arribar a Tenerife a finals del 1899.
Més endavant, per motius desconeguts, la companyia es va dissoldre, però Carbonell va seguir a l'illa juntament amb la seva dona, Carmen Sánchez. Va ser nomenat director artístic de la recentment creada "Sociedad de Conciertos" de la capital, dirigint en diverses ocasions la seva orquestra i donant a conèixer amb ella algunes de les seves sarsueles, entre les quals es troben  "A buenas o malas", La alternativa, el caprici per a orquestra Ideal i el vals Tenerife.